# Phryxe consica
Phryxe consica là một loài ruồi trong họ Tachinidae.